# Gluviopsis microphthalmus
Espèce
Gluviopsis microphthalmus est une espèce de solifuges de la famille des Daesiidae.

## Distribution
Cette espèce est endémique du Turkménistan.

## Publication originale
- Birula, 1937 : On two new species of solpugids (Solifuga) from Turkmenistan. Trudy Soveta po Izucheniyu Proizvoditelnykh Sil. Seriya Turkmenskaya, vol. 9, p. 305-314.